# 2012年
2012年（2012 ねん）は、西暦（グレゴリオ暦）による、日曜日から始まる閏年。平成24年。
この項目では、国際的な視点に基づいた2012年について記載する。

## 他の紀年法
- 干支：壬辰（みずのえ たつ）
- 日本（月日は一致）
  - 平成24年
  - 皇紀2672年
- 大韓民国（月日は一致）
  - 檀紀4345年
- 中華民国（月日は一致）
  - 中華民国101年
- 朝鮮民主主義人民共和国（月日は一致）
  - 主体101年
- 仏滅紀元：2554年10月8日 - 2555年閏9月3日
- イスラム暦：1433年2月6日 - 1434年2月17日
- ユダヤ暦：5772年4月6日 - 5773年4月18日
- Unix Time：1325376000 - 1356998399
- 修正ユリウス日(MJD)：55927 - 56292
- リリウス日(LD)：156768 - 157133

## カレンダー
| 1月 |    |    |    |    |    |    |
| 日  | 月 | 火 | 水 | 木 | 金 | 土 |
| 1   | 2  | 3  | 4  | 5  | 6  | 7  |
| 8   | 9  | 10 | 11 | 12 | 13 | 14 |
| 15  | 16 | 17 | 18 | 19 | 20 | 21 |
| 22  | 23 | 24 | 25 | 26 | 27 | 28 |
| 29  | 30 | 31 |    |    |    |    |
|     |    |    |    |    |    |    |

| 2月 |    |    |    |    |    |    |
| 日  | 月 | 火 | 水 | 木 | 金 | 土 |
|     |    |    | 1  | 2  | 3  | 4  |
| 5   | 6  | 7  | 8  | 9  | 10 | 11 |
| 12  | 13 | 14 | 15 | 16 | 17 | 18 |
| 19  | 20 | 21 | 22 | 23 | 24 | 25 |
| 26  | 27 | 28 | 29 |    |    |    |
|     |    |    |    |    |    |    |

| 3月 |    |    |    |    |    |    |
| 日  | 月 | 火 | 水 | 木 | 金 | 土 |
|     |    |    |    | 1  | 2  | 3  |
| 4   | 5  | 6  | 7  | 8  | 9  | 10 |
| 11  | 12 | 13 | 14 | 15 | 16 | 17 |
| 18  | 19 | 20 | 21 | 22 | 23 | 24 |
| 25  | 26 | 27 | 28 | 29 | 30 | 31 |
|     |    |    |    |    |    |    |

| 4月 |    |    |    |    |    |    |
| 日  | 月 | 火 | 水 | 木 | 金 | 土 |
| 1   | 2  | 3  | 4  | 5  | 6  | 7  |
| 8   | 9  | 10 | 11 | 12 | 13 | 14 |
| 15  | 16 | 17 | 18 | 19 | 20 | 21 |
| 22  | 23 | 24 | 25 | 26 | 27 | 28 |
| 29  | 30 |    |    |    |    |    |
|     |    |    |    |    |    |    |

| 5月 |    |    |    |    |    |    |
| 日  | 月 | 火 | 水 | 木 | 金 | 土 |
|     |    | 1  | 2  | 3  | 4  | 5  |
| 6   | 7  | 8  | 9  | 10 | 11 | 12 |
| 13  | 14 | 15 | 16 | 17 | 18 | 19 |
| 20  | 21 | 22 | 23 | 24 | 25 | 26 |
| 27  | 28 | 29 | 30 | 31 |    |    |
|     |    |    |    |    |    |    |

| 6月 |    |    |    |    |    |    |
| 日  | 月 | 火 | 水 | 木 | 金 | 土 |
|     |    |    |    |    | 1  | 2  |
| 3   | 4  | 5  | 6  | 7  | 8  | 9  |
| 10  | 11 | 12 | 13 | 14 | 15 | 16 |
| 17  | 18 | 19 | 20 | 21 | 22 | 23 |
| 24  | 25 | 26 | 27 | 28 | 29 | 30 |
|     |    |    |    |    |    |    |

| 7月 |    |    |    |    |    |    |
| 日  | 月 | 火 | 水 | 木 | 金 | 土 |
| 1   | 2  | 3  | 4  | 5  | 6  | 7  |
| 8   | 9  | 10 | 11 | 12 | 13 | 14 |
| 15  | 16 | 17 | 18 | 19 | 20 | 21 |
| 22  | 23 | 24 | 25 | 26 | 27 | 28 |
| 29  | 30 | 31 |    |    |    |    |
|     |    |    |    |    |    |    |

| 8月 |    |    |    |    |    |    |
| 日  | 月 | 火 | 水 | 木 | 金 | 土 |
|     |    |    | 1  | 2  | 3  | 4  |
| 5   | 6  | 7  | 8  | 9  | 10 | 11 |
| 12  | 13 | 14 | 15 | 16 | 17 | 18 |
| 19  | 20 | 21 | 22 | 23 | 24 | 25 |
| 26  | 27 | 28 | 29 | 30 | 31 |    |
|     |    |    |    |    |    |    |

| 9月 |    |    |    |    |    |    |
| 日  | 月 | 火 | 水 | 木 | 金 | 土 |
|     |    |    |    |    |    | 1  |
| 2   | 3  | 4  | 5  | 6  | 7  | 8  |
| 9   | 10 | 11 | 12 | 13 | 14 | 15 |
| 16  | 17 | 18 | 19 | 20 | 21 | 22 |
| 23  | 24 | 25 | 26 | 27 | 28 | 29 |
| 30  |    |    |    |    |    |    |
|     |    |    |    |    |    |    |

| 10月 |    |    |    |    |    |    |
| 日   | 月 | 火 | 水 | 木 | 金 | 土 |
|      | 1  | 2  | 3  | 4  | 5  | 6  |
| 7    | 8  | 9  | 10 | 11 | 12 | 13 |
| 14   | 15 | 16 | 17 | 18 | 19 | 20 |
| 21   | 22 | 23 | 24 | 25 | 26 | 27 |
| 28   | 29 | 30 | 31 |    |    |    |
|      |    |    |    |    |    |    |

| 11月 |    |    |    |    |    |    |
| 日   | 月 | 火 | 水 | 木 | 金 | 土 |
|      |    |    |    | 1  | 2  | 3  |
| 4    | 5  | 6  | 7  | 8  | 9  | 10 |
| 11   | 12 | 13 | 14 | 15 | 16 | 17 |
| 18   | 19 | 20 | 21 | 22 | 23 | 24 |
| 25   | 26 | 27 | 28 | 29 | 30 |    |
|      |    |    |    |    |    |    |

| 12月 |    |    |    |    |    |    |
| 日   | 月 | 火 | 水 | 木 | 金 | 土 |
|      |    |    |    |    |    | 1  |
| 2    | 3  | 4  | 5  | 6  | 7  | 8  |
| 9    | 10 | 11 | 12 | 13 | 14 | 15 |
| 16   | 17 | 18 | 19 | 20 | 21 | 22 |
| 23   | 24 | 25 | 26 | 27 | 28 | 29 |
| 30   | 31 |    |    |    |    |    |
|      |    |    |    |    |    |    |

## できごと

### 1月
- 1月1日 - アメリカ航空宇宙局の月探査機グレイルBが周回軌道に到着[1]。
- 1月6日 - 北朝鮮漂流船問題。
- 1月13日〜22日 - 【オーストリア】 インスブルックで第1回冬季ユースオリンピック開催。
- 1月13日
  - 【イタリア】 トスカーナ州ジリオ島近海海上で貨客船コスタ・コンコルディア号が座礁転覆事故を起こす（詳細はコスタ・コンコルディアの座礁事故を参照）[2]。
  - S&P社がユーロ圏9ヶ国について格付けを引き下げ、フランスについては「トリプルA」格付けを1段階引き下げた[3]。
- 1月14日 - 【台湾】 総統選挙が施行され、即日開票の結果、中国国民党候補の現職・馬英九総統が再選[4]。
- 1月20日 - 【ナイジェリア】 カノ市内でボコ・ハラムによる連続爆弾攻撃と銃撃戦が発生。少なくとも178人の死亡が確認[5]。
- 1月21日 - 【エジプト】 選管当局が昨年11月から行われていた議会選の最終結果を発表、ムスリム同胞団傘下の自由公正党が235議席（全体の約47%）を獲得し第一党となった。第二党は約25%を獲得したサラフィー主義を唱えるヌール党で、主要イスラム政党が全体の7割以上を占めている[6]。
- 1月22日 - 【クロアチア】 EU加盟（2013年を予定）の是非に関する国民投票が行われ、約66%が加盟に賛成した（投票率同47%）[7]。
- 1月27日 - フィッチ・レーティングスは、ユーロ圏5カ国の国債を格下げ、イタリア、スペインなどは2段階格下げした[8]。

### 2月
- 2月5日 -【フィンランド】 大統領選挙の決選投票が行われ、サウリ・ニーニストが当選した。
- 2月6日 - 【フィリピン】 ネグロス島沖でMw6.7の地震発生、43人が死亡（ネグロス島沖地震を参照）。
- 2月21日 - 【イエメン】 暫定大統領選挙（任期2年）が施行され、唯一の立候補者である副大統領（大統領権限は既に移譲されていた）のアブド・ラッボ・マンスール・ハーディーが当選。2月25日に就任の宣誓を行い、アリー・アブドッラー・サーレハ政権は正式に終了した[9]。これにより中東での「アラブの春」で退陣した国家指導者は4人目となった。
- 2月29日 - 【日本】 高さ634mを誇り、自立式鉄塔としては世界一となる東京スカイツリーが日本で竣工。なお、人工建造物の中ではブルジュ・ハリーファ（828m）に次ぎ世界第2位[10]。

### 3月
- 3月2日 - 【イラン】 国会議員選挙で反大統領派が圧勝した[11]。
- 3月4日 -  【ロシア】 大統領選挙。第一回投票でウラジーミル・プーチン候補が6割を越える得票で当選。任期は2018年までの6年間[12]。
- 3月10日 - 【スロバキア】 国民議会選挙が行われ、スメル党が150議席中83議席の単独過半数を獲得し政権奪還[13]。
- 3月11日 - 【フランス】 トゥールーズでミディ＝ピレネー連続銃撃事件の最初の銃撃事件が発生[14]。
- 3月12日 - 【世界】 国勢調査局の推計で世界人口が70億人を突破する[15][16][17]（国連人口基金による2011年版「世界人口白書」の推計では前年に突破）。
- 3月17日（報道発表日） - 【ベラルーシ】 昨年4月地下鉄爆破テロに関与した、死刑囚2人に銃殺刑を執行した（執行日は不明）[18]。
- 3月21日 - 【マリ共和国】 軍事クーデターが発生[19]。

### 4月
- 4月1日 【ミャンマー】 議会補欠選挙が実施され、国民民主連盟（NLD）はアウンサンスーチーを含む44人の候補者を擁立、同氏含む40人が当選した[20]。
- 4月2日 - 【アメリカ】 カリフォルニア州のオイコス大学にて銃乱射事件が発生、学生7人が死亡[21]。
- 4月6日 - 【マリ】 北部の独立紛争を続けてきた反政府組織MNLA（トゥアレグ族による軍事組織）が一方的にアザワドの独立を宣言[22]。
- 4月11日
  - 【北朝鮮】 金正恩が朝鮮労働党の第一書記に就任。また、二日後の13日には国防委員会第一委員長にも就任している。
  - 【インドネシア】 スマトラ島でM8.6の巨大地震発生、5人死亡。横ずれ地震としては最大規模。
- 4月12日 - 【中国】 渝新欧（重慶）物流有限公司が開業する。
- 4月13日 - 【北朝鮮】 午前7時39分頃（UTC 22時39分）、平安北道鉄山郡東倉里付近のミサイル基地からミサイルと見られる飛翔体を発射[23]。
- 4月16日 - 北朝鮮の長距離弾道ミサイル発射に対して国連安全保障理事会は、議長声明を全会一致で採択した[24]。
- 4月20日 - 【パキスタン】 首都・ラーワルピンディーでイスラマバード国際空港付近でボジャ航空213便（ボーイング737-236A）が墜落し、乗員乗客127人全員が死亡[25]。
- 4月22日 - 【フランス】 大統領選挙の1回目の投票が行われる。過半数を獲得する候補者が現れなかったため、5月6日に決選投票が実施された（2012年フランス大統領選挙）。

### 5月
- 5月6日
  - 【フランス】 大統領選挙の決選投票が実施された。4月22日の1回目の投票による上位2名、ニコラ・サルコジとフランソワ・オランドによる決戦で、財政緊縮路線に異を唱えるオランドが勝利した。これにより、円高ユーロ安が急激に進み、翌日には1ユーロ＝103円台に急落。フランス社会党の大統領としては17年ぶり、2人目となる[26][27]。
  - 【ギリシャ】 議会選挙が実施された。EUなどとの合意により財政緊縮政策を進める連立与党が2席差で過半数獲得ならず。反緊縮派の急進左派連合が躍進、また極右政党「Golden Dawn」が1993年の結党以来、国政で初めて議席を獲得した。[28][29]。しかし、その後の野党との連立協議が失敗し6月に再選挙が行われることとなった。
- 5月7日 - 【シリア】 複数政党制が容認された2月の憲法改正後初となる議会選挙が実施される。しかし、抵抗を続ける反体制派は「軍事的威圧の中で公正な選挙は不可能」として選挙をボイコット[30]、また国連事務総長の潘基文は現在も反体制派への弾圧が続いて死者が出ていることに触れ、「このような状況下では正当性がない」と批判している[31]。
- 5月9日 -【中国】 中国海洋石油総公司の第6世代深水半潜水式石油プラットフォーム海洋石油981（中国語版）が南シナ海の香港島南東320km深海で掘削することに成功する。[32]
- 5月20日 - 北太平洋上を中心に、中国、日本、アメリカなどで金環日食を観測[33]（日本を含む日付変更線の西側では5月21日）。
- 5月22日 - 【日本】 東京都墨田区に自立電波塔の高さとして世界一の東京スカイツリーが開業した[34]。
- 5月23日・24日 - 【エジプト】 ムバラク政権崩壊後初となる大統領選挙の1回目の投票が行われる。過半数を獲得する候補者が現れなかったため、6月に決選投票が実施された（2012年エジプト大統領選挙）[35]。
- 5月26日 - 竹内洋岳がヒマラヤ山脈のダウラギリに登頂し、日本人としてはじめてヒマラヤ山脈の8000メートル級の山14峰をすべて登頂[36]。

### 6月
- 6月1日 - 外国為替市場でユーロが一時、1ユーロ＝95円58銭を記録。その後も、1ユーロ＝90円台の取引が続いた。
- 6月2日 - 【エジプト】 ムバラク前大統領に終身刑が言い渡される[37]。
- 6月4日 - 世界の各地で部分月食観測。
- 6月5日・6日
  - 日本、中国東部、韓国、フィリピン、オーストラリア、ニュージーランド、西太平洋上、ハワイ、および北アメリカの一部で金星の太陽面通過観測[38]。
  - World IPv6 Launch が行われた。
- 6月14日 - 【スペイン】 国債の利回りが7%を超え「危険水域」になる[39]。
- 6月16日 - 【中国】 18:37（JST19:37)に中国で中国初の女性宇宙飛行士を乗せた有人宇宙船「神舟9号」が打ち上げられた[40]。
- 6月17日 - 【ギリシャ】 5月の選挙後に連立与党が野党との連立協議に失敗したため、再び議会選挙を実施。緊縮財政政策支持派の新民主主義党（ND）が票を伸ばし第1党となり、第3党の全ギリシャ社会主義運動（PASOK）と連立政権樹立に成功。
- 6月18日 - 【メキシコ】 ロスカボスでG20の首脳会議でIMFの追加拠出確認へ[41]。
- 6月24日 - 【エジプト】 エジプト大統領選挙、選挙管理委員会がムハンマド・ムルシーの当選を発表[42]。
- 6月25日 - 【スペイン】 同国が欧州連合に銀行部門への支援を正式要請した[43]。
- 6月30日 - 【世界】 3年半ぶりにうるう秒が挿入された。

AppleのMobileMeのサービスが終了した。

### 7月
- 7月1日 - 【メキシコ】 大統領選挙および総選挙が実施された。
- 7月4日 - 欧州合同原子核研究機構（CERN）は新たな粒子を発見したと発表、今回のデータからはヒッグス粒子とは確定されていないが、更なる実験の続行により同粒子の存在が高い精度で確認できるのではないかと期待されている。
- 7月8日 - アフガン支援国会議で2015年までの4年間で計160億ドル（約1兆2800億円）超を資金拠出するとした「東京宣言」を採択した[44]。
- 7月13日 - ムーディーズはイタリアの国債の格付けを2段階引き下げた[45]。
- 7月20日 - 【アメリカ】 コロラド州オーロラで銃乱射事件が発生。死者12人、負傷者58人[46]。
- 7月21日 - 【スペイン】 同国に最大1000億ユーロ（約10兆円）の支援を決定する。使用目的は金融機関の資本増強に限定する[47]。
- 7月22日 - 【インド】 大統領選挙、前財務大臣のプラナブ・ムカルジー当選（7月25日就任）[48]。
- 7月24日 - 欧州債務問題の影響により外国為替市場でユーロが約12年ぶりのユーロ安となる1ユーロ=94円12銭まで急落した。
- 7月27日〜8月12日 - 【イギリス】 ロンドンにて第30回夏季オリンピック開催。

### 8月
- 8月5日 - 【アメリカ合衆国】 ウィスコンシン州の宗教施設で銃乱射事件が発生。死者6名、負傷者4名。犯人は自殺。
- 8月6日 - アメリカ航空宇宙局の火星探査機キュリオシティが火星に到着（着陸）した[49]。
- 8月10日 - 【韓国】 大韓民国の李明博大統領が日韓両国が領有権を主張する竹島に上陸した[50]。
- 8月14日 - オホーツク海南部深発地震。Mj7.3・Mw7.7は震源が600kmより深い深発地震としては大規模なもの。
- 8月15日 - 中華民国政府が「東海和平倡議」を発表し尖閣諸島領有権を主張する。
- 8月22日 - 【ロシア】 世界貿易機関（WTO）に加盟。
- 8月25日 - ボイジャー1号が太陽から約190億kmの地点で、太陽圏を離脱した初めての人工物となる。
- 8月29日〜9月9日 - 【イギリス】 ロンドンパラリンピック開催。

### 9月
- 9月3日 - 世界基督教統一神霊協会（統一教会）の創始者（教祖）、文鮮明死去。92歳没。
- 9月6日 - アジア太平洋経済協力会議が環境関連物品54品目を2015年までに関税を5%以下に引き下げる閣僚声明をまとめた[51]。
- 9月11日 - 【エジプト・リビア】 2012年アメリカ在外公館襲撃事件が発生。リビアのアメリカ領事館ではクリストファー・スティーブンス米大使と職員3人の合計4人が殺害された[52]。
- 9月15日〜 - 【中国】 全土で尖閣諸島国有化に反発して反日デモが発生する（2012年の中国における反日活動）[53]。

### 10月
- 10月7日 - 【ベネズエラ】 大統領選挙の投開票が行われウゴ・チャベスが4選を果たした[54]。
- 10月9日 - 【パキスタン】 ターリバーンを批判し、女性の権利向上のために活動していた少女マララ・ユサフザイがターリバーンとみられる男たちに銃撃され、負傷。後にターリバーンが犯行声明を出した。
- 10月12日 - ノーベル平和賞にEU欧州連合が選ばれた[55]。
- 10月14日 - ジェンティルドンナが中央競馬クラシック牝馬三冠を達成。
- 10月26日 - マイクロソフトのOS「Microsoft Windows 8」発売。
- 10月29日 - 【アメリカ】 東海岸でハリケーン・サンディが発生して、ニューヨーク証券取引所が29日と30日は取引停止をした[56]。

### 11月
- 11月6日 - 【アメリカ】 大統領選挙、上院、下院各選挙投票日（2012年アメリカ合衆国大統領選挙）。バラク・オバマ大統領（民主党・現職）の再選が決まるも、同日行われた議会選挙で下院は民主が過半数割れとなりねじれ現象が続く。
- 11月8日 - 【中国】 第18回中国共産党党大会開催。閉幕翌日の15日に開催された第18期中央委員会第1回総会で胡錦濤党総書記・中軍委主席の後継として習近平が選出される。
- 11月13日 - 【オセアニア】 オーストラリア・クイーンズランド州およびノーザン・テリトリーの北部の一部で皆既日食を観測（オーストラリアを含む日付変更線の西側では14日）[57]。
- 11月28日 - 日本、オーストラリアなどを中心に、東アジア、オセアニアほぼ全域とロシアの大部分、および北アメリカの北西部の一部で半影月食観測[58]。

### 12月
- 12月1日 - 【クウェート】 国民議会選挙。
- 12月7日 -  北朝鮮のミサイル発射で森本防衛相（当時）が自衛隊に破壊措置命令を発令[59]。
- 12月12日 - 【北朝鮮】 人工衛星弾道ミサイルを発射（今回のミサイル発射実験詳細）。
- 12月14日 - 【米国】 東部のコネチカット州で銃乱射事件が発生（サンディフック小学校銃乱射事件）。子供20人を含む26人が死亡、容疑者も死亡した[60]。
- 12月16日 - 【日本】 衆議院選挙で自民党が大勝し、3年ぶりに与党に返り咲いた（政権交代）。
- 12月19日 - 【韓国】 大統領選挙（2012年大韓民国大統領選挙）。与党・セヌリ党の朴槿恵が勝利した。
- 12月21日〜23日 - 京都議定書規定の、2008年から5年間の温室効果ガス年平均排出量削減目標期限。
- 12月26日 - 【日本】 安倍晋三が日本の内閣総理大臣に再就任（2007年以来）。第2次安倍内閣発足。

## 周年
- 米英戦争開戦から200年。
- 日本のオリンピック初参加から100年。
- 3月27日 - 米ポトマック川河畔で桜の植樹祭が行われてこの日で100周年[61]。
- 4月15日
  - 金日成生誕100周年。
  - タイタニック号の沈没から100年。
- 9月20日鈴鹿サーキット開園50周年
- 10月5日 - ビートルズのレコードデビュー（「ラヴ・ミー・ドゥ」）から50周年[62]。

## イベント・行事

### スポーツ
- 7月27日-8月12日
  - ロンドンオリンピック

### 国際年
- 国際協同組合年（International Year of Cooperative）
- すべての人のための持続可能エネルギーの国際年（International Year of Sustainable Energy for All）

## 天文現象
2012年は金環および皆既日食、金星の太陽面通過、木星食、金星食など食に関する天文現象の当たり年であった。以下は本年に観測された主な天文現象の一覧である。日付はUTCとなっている。
- 5月5日 - 世界各地でスーパームーンを観測。
- 5月20日 - 金環日食：中国や日本、アメリカなどで中心食が観測された（2012年5月20日の日食）。
- 6月4日 - 部分月食：三分の一程の食。
- 6月6日 - 金星の太陽面通過：8年ぶりの観測であったが、次回は105年後の2117年である。
- 7月15日 - 木星食：月による木星の食。
- 8月13日 - 金星食：月による金星の食。
- 11月13日 - 皆既日食：オーストラリア北部のケアンズなどで中心食が観測された。
- 11月28日 - 半影月食
- 12月中旬 - ふたご座流星群：ピーク（極大）の12月13日頃は朔（新月）に近いため、月明かりが少なく好条件。

## 政治
- 中華民国（台湾）、ロシア、フランス、アメリカ、中国、韓国といった世界の情勢や経済に大きな影響を与える複数の国・地域で、首脳の任期が満了し、選挙又は交代期を一斉に迎えた。この他、日本でも自民党が与党に返り咲き、3年ぶりに政権交代が起きた。
- 2009年の政権交代を機に明るみに出たギリシャ財政危機は欧州全体の経済危機にも波及していたが、ギリシャ国内においても政治が動乱し、5月と6月の二度に渡って議会総選挙が実施された。緊縮財政政策はEUからの金融支援を受けるのに不可欠なため、その賛否を問う選挙の結果は世界中から注目されたが、6月の再選挙では同政策支持派の第1党・新民主主義党（ND）が連立政権の樹立に成功し、事態の沈静化が図られた。

## 芸術・文化・ファッション

### 映画
- 愛、アムール
- アベンジャーズ
- アルゴ
- クロニクル
- ザ・マスター
- ジャンゴ 繋がれざる者
- ガーディアンズ 伝説の勇者たち
- ロラックスおじさんの秘密の種
- マダガスカル3
- モンスター・ホテル
- シュガー・ラッシュ
- 007 スカイフォール
- ゼロ・ダーク・サーティ
- ダークナイト ライジング
- チョコレートドーナツ
- テッド
- パラノーマン ブライス・ホローの謎
- ハンナ・アーレント
- フライト
- ホーリー・モーターズ
- ホビット 思いがけない冒険
- メリダとおそろしの森
- ライフ・オブ・パイ/トラと漂流した227日
- レ・ミゼラブル
- アイス・エイジ4/パイレーツ大冒険
- ザ・パイレーツ! バンド・オブ・ミスフィッツ

### ゲーム

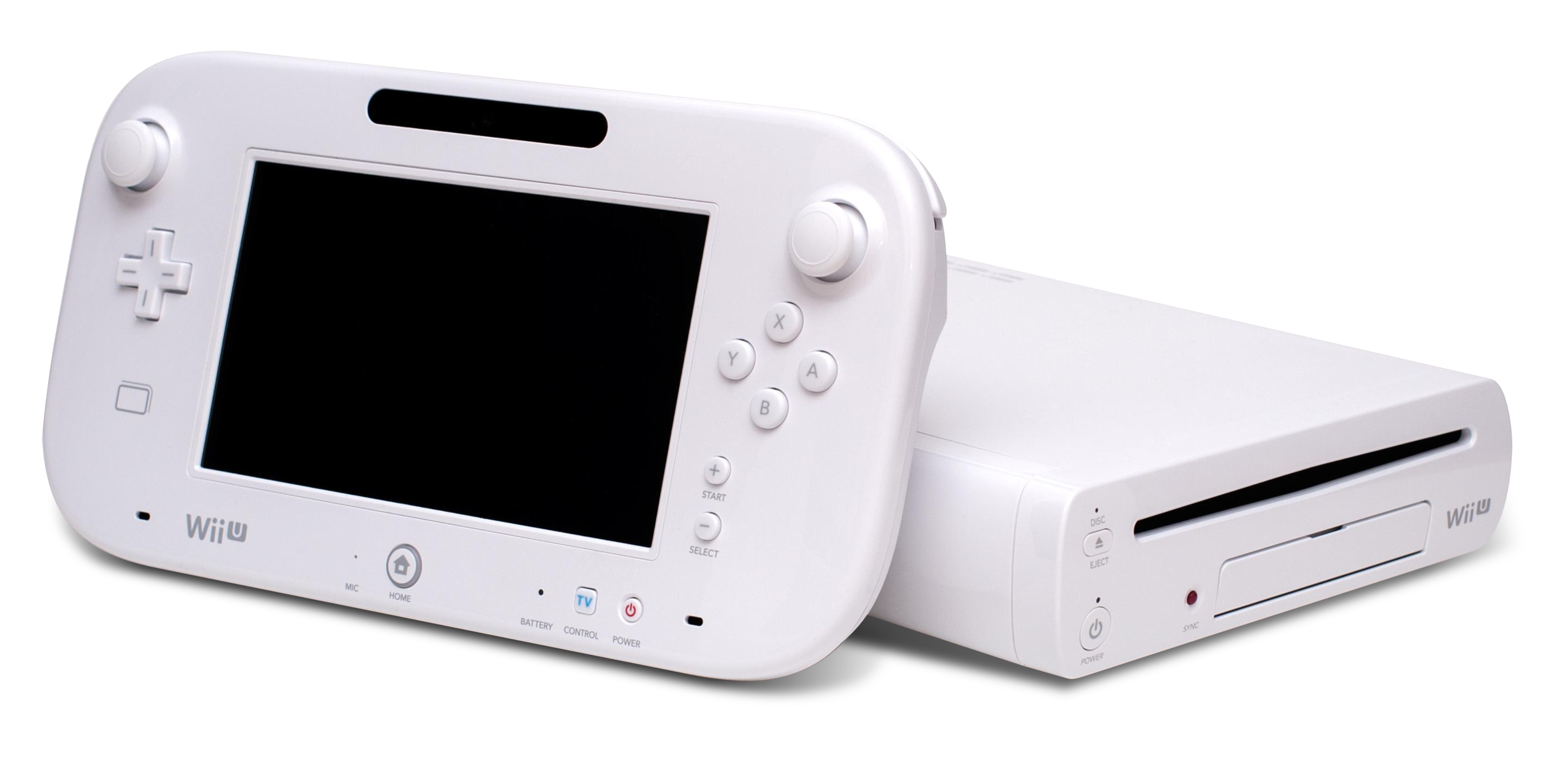
Wii U（タッチパネルの専用コントローラー「Wii U GamePad」と本体）

- 12月18日 - 北朝鮮のゲームソフト平壌レーサーがリリース。北朝鮮製のゲームソフトが国外向けに発売されたのは、これが初である。
- 任天堂の家庭用ゲーム機「Wii U」を発売。
  - 北米 - 2012年11月18日発売
  - ヨーロッパ・オーストラリア - 2012年11月30日発売
  - 日本 - 2012年12月8日発売

### 流行
- 2012年人類滅亡説 - マヤ文明の長期暦の一つが12月21日（冬至）-23日頃に区切りを迎えるとされることから生まれた終末論。西洋を中心に世界各地で注目され、一種の流行りとなった。

## 誕生

### 1月
- 1月24日 - アテナ、デンマーク王族

### 2月
- 2月23日 - エステル、スウェーデン王室

### 3月
- 3月29日 - アイラ・フィリップス、イギリス王室

### 6月
- 6月15日 - レクシー・レイブ、アメリカ合衆国の女優

### 動物
- 4月4日[63] - グランピー・キャット、アメリカ合衆国の猫(+ 2019年)

## 死去
- 2012年6月24日 - ピンタゾウガメの最後の個体、ロンサム・ジョージが死亡し、ピンタゾウガメは絶滅した。

## ノーベル賞
- 物理学賞：セルジュ・アロシュ、デービッド・ワインランド
- 化学賞：ロバート・レフコウィッツ、ブライアン・コビルカ
- 生理学・医学賞：ジョン・ガードン、山中伸弥
- 文学賞：莫言
- 平和賞：欧州連合 (EU)
- 経済学賞：アルヴィン・ロス、ロイド・シャプリー